# Aegle margarita
Aegle margarita är en fjärilsart som beskrevs av Charles Boursin 1961. Aegle margarita ingår i släktet Aegle och familjen nattflyn. Inga underarter finns listade i Catalogue of Life.